# Piquete
Piquete est une municipalité brésilienne de l'État de São Paulo et la Microrégion de Guaratinguetá.